# 잠뜰
잠뜰(본명: 박슬기, 1995년 12월 28일~)은 대한민국의 크리에이터이다.
샌드박스 네트워크에서 도티와 친구들이라는 명칭으로 유튜브 크리에이터로서의 활동을 시작해서 2015년 유튜브에 마인크래프트와 타게임들을 활용한 다양한 콘텐츠를 업로드하는 잠뜰 TV 채널을 개설하였다. 유튜브 활동명인 잠뜰은 잠을 좋아하는 뜰기를 줄인 말이고, 뜰기는 본명인 슬기를 귀엽게 발음한 어릴 적 별명이다.
2025년 8월 잠뜰 TV의 누적 조회수가 41억회를 돌파하였다. 2025년 8월 5일 기준 구독자 수는 약 234만 명이고, 동영상은 약 4000개이다.  잠뜰은 라더,덕개, 각별, 공룡, 수현이 소속된 픽셀리의 리더이다. 또한, 2019년 5월 24일 샌드박스 네트워크를 떠나 2019년 9월 24일에 CH.DIA로 이적했다.대표적인 컨텐츠로는 겨울신화, 밤을 보는 눈, 수상한 이웃집, 블라인드, 3days, 미스터리 수사반, 미궁, 이웃집 좀비, 은하수 잡화점이 있다.

## 같이 보기
- 인터넷 방송인
- 유튜브
- CH.DIA
- 마인크래프트
- 유튜브 크리에이터